# Sandra Mantovani
Sandra Mantovani (Milano, 1928 – Milano, 1º ottobre 2016) è stata una cantante ed etnomusicologa italiana.

## Biografia
L'esordio di Sandra Mantovani come cantante avvenne nello spettacolo Milanin Milanon tenuto nel 1962 nello storico "Teatro Gerolamo" di piazza Beccaria a Milano. Si trattava di un recital in cui venivano riproposte le canzoni milanesi tradizionali scelte da Roberto Leydi, insieme a poesie dei maggiori poeti cittadini, il tutto per la regia di Filippo Crivelli. Oltre alla Mantovani, gli interpreti dello spettacolo erano Milly, Tino Carraro, Enzo Jannacci e Anna Nogara.
Nel 1963 la cantante incise il suo primo disco, un EP di canti popolari per la Ricordi intitolato Il testamento dell'avvelenata (DRF 2).
Dal 1963 Sandra Mantovani fu tra i primi collaboratori della rivista Nuovo Canzoniere Italiano, fondata da Roberto Leydi e Gianni Bosio, che si proponeva di studiare la canzone popolare italiana, con lo scopo dichiarato di recuperare una narrazione delle vicende storiche dal punto di vista del popolo.
Nel 1964 il Nuovo Canzoniere Italiano organizzò diversi spettacoli in cui i collaboratori della rivista eseguivano dal vivo le canzoni popolari, e divenne così, in qualche modo, un gruppo musicale. La voce di Sandra Mantovani non mancava a questi spettacoli, il primo dei quali si intitolava L'altra Italia, articolato in otto serate, che si tennero alla Casa della Cultura di Milano. Seguì Pietà l'è morta. La Resistenza nelle canzoni 1919-1964, sempre organizzato da Crivelli e Leydi, con Giovanni Pirelli, che debuttò nella Sala dei Giganti dell'Università di Padova. Questo spettacolo girò in diverse città per terminare al Piccolo Teatro di Milano.
Lo spettacolo più famoso del Nuovo Canzoniere Italiano rimane tuttavia Bella ciao, autentico caposaldo del folk revival italiano, rimasto nella storia, che ebbe grande successo di pubblico e critica, e provocò anche scandalo. Il recital era stato organizzato su invito di Nanni Ricordi al Festival dei Due Mondi di Spoleto. Lo spettacolo è rimasto celebre anche perché in occasione di una replica, a causa dell'esecuzione di O Gorizia tu sei maledetta, un ufficiale dei carabinieri presente in sala denunciò Michele Straniero e gli organizzatori dello spettacolo per vilipendio delle forze armate italiane.
Dallo spettacolo fu tratto il disco Le canzoni di Bella ciao (DS 101/3) del 1965, in cui è proprio la voce di Sandra Mantovani a cantare O Gorizia tu sei maledetta.
Nel periodo di collaborazione con il Nuovo Canzoniere Italiano, la Mantovani ha partecipato all'incisione di vari dischi per l'etichetta Dischi del Sole, insieme al NCI o in coppia con singoli artisti del Gruppo, come Giovanna Daffini e Ivan Della Mea.
Ha inoltre collaborato con Cathy Berberian e Christiane Legrand nell'esecuzione di alcuni dei brani di Questo vuol dire che... di Luciano Berio. 
Nel 1967 ha inciso anche un disco da solista: E per la strada - Sandra Mantovani canta storie dell'Italia settentrionale (DS 143/145).
Dopo aver lasciato il NCI, Sandra Mantovani (voce e dulcimer) ha dato vita insieme a Bruno Pianta (chitarra e voce) al gruppo dell'Almanacco Popolare, cui collaborarono fra gli altri Moni Ovadia (voce e strumenti), Stefano Cammelli (violino), Cristina Pederiva (viola), Antonella Ansani (voce), Giuliano Prada (flauto) e Riccardo Grazioli (viola).
Con l'Almanacco Popolare la Mantovani ha inciso dischi collettivi per l'etichetta Albatros, nonché in coppia con Bruno Pianta l'LP Servi, baroni e uomini del 1969 (VPO 8089).
Con la stessa etichetta, nel 1973, fu anche pubblicata l'incisione dello spettacolo Milanin Milanon di dieci anni prima.
Negli stessi anni la Mantovani ha condotto ricerche etnomusicali sul campo in Francia (Camargue, Saintes-Maries-de-la-Mer) e nell'Italia settentrionale. Frutto di questo lavoro è, fra l'altro, l'Oscar Mondadori I canti popolari italiani. 120 testi e musiche, curato con Leydi e Cristina Pederiva, del 1973, testo che ha significativamente contribuito a diffondere presso il pubblico il folk revival.
Successivamente Sandra Mantovani ha insegnato Tecniche di Comunicazione Orale alla scuola d'arte drammatica Paolo Grassi di Milano.

## Vita privata
Sandra Mantovani nel 1953 ha sposato l'etnomusicologo Roberto Leydi, morto nel 2003. 